# Requeté

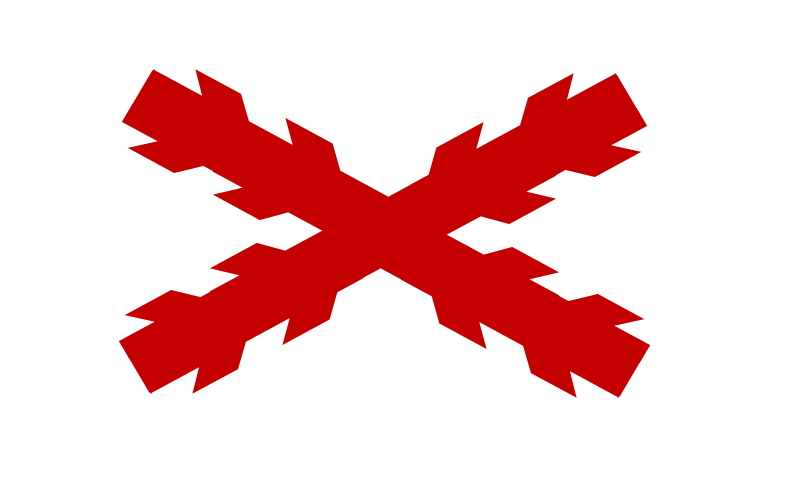
Fahne des "Movimiento Tradicionalista" (Requetés)

Der Requeté (deutsch: Rekrut) wurde 1907 von Joan Maria Roma als Jugendorganisation des Carlismus gegründet. Ab 1913 verwandelte er sich dann zunehmend in den paramilitärischen Arm der carlistischen Bewegung, der aber bis zur Gründung der zweiten spanischen Republik bedeutungslos blieb, da ein militärischer Erfolg des Carlismus unwahrscheinlich war. Unter den veränderten Verhältnissen nach 1931 wuchs diese Organisation jedoch bedeutend an, allein in Navarra, dem Stammland der Carlisten, zählte der Requeté 1931 10.000 Milizionäre. Ab 1932 wurden sie zudem von dem damaligen Oberst und späteren bekannten General des Spanischen Bürgerkrieges José Enrique Varela taktisch geschult und ausgebildet. Waffen konnten problemlos und von der spanischen Regierung weitgehend unbehelligt über die französische Grenze geschmuggelt werden.
Bei Ausbruch des spanischen Bürgerkrieges zählte der Requeté 30.000 Mann und spielte eine bedeutende Rolle beim Sieg der Nationalisten an der spanischen Nordfront. Der Anführer der Requeté war Fal Conde. Unter seinem Nachfolger José Luis Zamanillo wurde 1937 die carlistische Bewegung mit der falangistischen Bewegung in der „Falange Española Tradicionalista y de las JONS“ zwangsvereinigt.
Die erste Navarradivision, in der die meisten Requetés vereint waren, galt als Eliteeinheit.
Während des gesamten Krieges stellten die Carlisten so 41 Tercios (Bataillone): 10 aus Navarra, 8 aus dem Baskenland, 8 aus Kastilien, 7 aus Andalusien, 6 aus Aragon, und je eines aus Asturien und Katalonien. Ihre Religiosität ließ sie im Kampf völlig furchtlos werden. Oberst Ricardo Rada, ein Oberst der Requeté, beschrieb die Requetés mit: In einer Hand halten sie eine Granate, in der anderen den Rosenkranz.
Von den 60.000 Requetés, die den Krieg in diesen Bataillonen erlebten, kehrten circa 6.000 nicht mehr zurück.

## Symbolik
Das bedeutendste Merkmal der Requetés war das rote Barett mit goldener Borte. Über der Brust trugen viele von ihnen den sogenannten „Kugelstopper“, ein Herz Jesu, welches die starke Verwurzelung des Carlismus im Katholizismus zeigte. Am linken Ärmel figurierte zudem das Sankt-Andreas-Kreuz, Symbol der carlistischen Bewegung.
Da der Carlismus vor allem eine monarchistische Bewegung war, trugen Offiziere zudem oft eine weiße Lilie am Kragen, das Symbol des Hauses Bourbon.